# Pyrus demetrii
Pyrus demetrii är en rosväxtart som beskrevs av S. Kuthath.. Pyrus demetrii ingår i släktet päronsläktet, och familjen rosväxter. Inga underarter finns listade i Catalogue of Life.